# Zembla
Zembla is een onderzoeksjournalistiek televisieprogramma van BNNVARA (voorheen VARA). Het programma onderzoekt ontwikkelingen en gebeurtenissen in de samenleving.

## Het programma
Zembla wordt sinds 1995 uitgezonden, aanvankelijk door de VARA en de NPS op Nederland 2 (sinds 2014 NPO 2) en tot het najaar van 2007 op Nederland 3. Vanaf september 2010, toen de NPS opging in de NTR, wordt het programma alleen door de VARA gemaakt. Eindredacteur is Manon Blaas, tevens programmamaker. Kees Driehuis, bedenker en medeoprichter, was jarenlang eindredacteur (1995-1997/2002-2018). De naam Zembla is een toespeling op Nova Zembla; aanvankelijk werd Zembla  direct na het tv-programma NOVA uitgezonden. Sinds 2017 wordt het programma door de nieuwe fusie-omroep BNNVARA gemaakt.
De documentaire-onderwerpen betreffen achtergrondjournalistiek over misstanden in de samenleving, bijzondere personen en hun rol binnen de maatschappij, maatschappelijke ontwikkelingen en actualiteitszaken waarop dieper wordt ingegaan.
Het programma onthulde in november 2001 de prijsafspraken tussen de grote bouwondernemers, wat mede leidde tot de parlementaire enquête naar de bouwfraude. Andere onderwerpen betroffen onder meer Louis van Gaal, de Hells Angels, ouderlijke onmacht, Ayaan Hirsi Ali, nadelen van windenergie, IVF, islamitisch extremisme, Nederlandse gevangenen in het buitenland, fatale fouten in ziekenhuizen, de Bijlmerramp, de Schiedammer parkmoord, het 'geheim van de Aldi', mogelijke corruptiepraktijken in het gemeentebestuur van Almelo, Geert Wilders, privacyproblemen bij verzuimbedrijven en de gevolgen voor de werknemer, de dilemma's rond euthanasie bij demente ouderen en spijt bij verandering van sekse. Na een kritische Zembla-aflevering over De Telegraaf ontsloeg deze zijn journalist Martijn Koolhoven. In 2020 werden meerdere uitzendingen gewijd aan de dumping van de firma Bontrup van met chemicaliën vermengd granuliet in het toekomstige natuurgebied 'Over de Maas' bij Dreumel.

### Online hufters
De  uitzending van 31 augustus 2023 met als titel 'Online hufters' kreeg kritiek. Daarin ging documentairemaker Vincent Verweij onaangekondigd thuis langs bij mensen die richting politici bedreigende berichten op sociale media hadden geplaatst.
In een uitzending van het alternatieve nieuwsplatform blckbx van 29 september 2023 kwam naar buiten dat ‘screenshots’ van de bedreigende berichten die in de aflevering waren getoond, geen echte screenshots waren. Het waren door de documentairemakers zelf gemaakte afbeeldingen waarin echte berichten waren ingekort en samengevoegd; volgens de makers om de strekking van de berichten duidelijker te maken. Dit leidde tot kritiek, ook van vakgenoten. Een van de geïnterviewden verklaarde na de uitzending door zijn werkgever te zijn ontslagen. 
Zembla haalde de documentaire offline en maakte excuus voor het tonen van geredigeerde teksten. Ook Verweij zelf bood zijn excuses aan.